# Trosna (sjö i Belarus, lat 55,64, long 29,25)
Ozero Trosno (ryska: Озеро Тросно) är en sjö i Belarus.   Den ligger i voblasten Vitsebsks voblast, i den norra delen av landet, 220 km nordost om huvudstaden Minsk. Ozero Trosno ligger 136 meter över havet. Arean är 0,40 kvadratkilometer. Den sträcker sig 1,0 kilometer i nord-sydlig riktning, och 0,6 kilometer i öst-västlig riktning.
I omgivningarna runt Ozero Trosno växer i huvudsak blandskog. Runt Ozero Trosno är det ganska tätbefolkat, med 72 invånare per kvadratkilometer.